# Livelli essenziali di assistenza
I livelli essenziali di assistenza (abbreviato in LEA) indicano, in Italia, l'insieme di tutte le prestazioni, servizi e attività che i cittadini hanno diritto a ottenere dal Servizio sanitario nazionale (SSN), allo scopo di garantire condizioni di uniformità, a tutti e su tutto il territorio nazionale.
Sono detti "livelli essenziali" in quanto racchiudono tutte le prestazioni e le attività che lo Stato ritiene così importanti da non poter essere negate ai cittadini.

## Storia
Introdotti dal decreto legislativo del 30 dicembre 1992, n. 502, sono stati da ultimo definiti con un Decreto del Presidente del Consiglio dei Ministri (DPCM) il 29 novembre 2001 e riformati con il Decreto del Presidente del Consiglio dei Ministri del 23 aprile 2008 che, recependo il Patto della Salute firmato con le regioni pochi mesi prima, ha elevato a 57 700 il numero di prestazioni e servizi per la prevenzione, la cura e la riabilitazione erogabili dal Servizio Sanitario Nazionale.
Tuttavia, al settembre 2016 non erano ancora stati definiti né i percorsi Diagnostico Terapeutico Assistenziali né un sistema uniforme su tutto il territorio nazionale per la rilevazione di un insieme di indicatori chiavi di prestazione confrontabili fra le diverse strutture ospedaliere e a livello aggregato. Il decreto restò privo di attuazione, anche per l'insufficienza dei fondi necessari per la sua copertura.
Successivamente, il DPCM del 12 gennaio 2017 (pubblicato in Gazzetta Ufficiale Serie Generale n. 65 del 18 marzo 2017 - Suppl. Ordinario n. 15) introdusse l'obbligatorietà di un aggiornamento dei LEA a cadenza annuale, a cura della Commissione nazionale per l’aggiornamento dei LEA e la promozione dell’appropriatezza nel Servizio sanitario nazionale.

## Organizzazione
Il sistema dei livelli essenziali di assistenza prevede:
1. assistenza sanitaria collettiva in ambiente di vita e lavoro (prevenzione) 5% Fondo SSN;
2. assistenza distrettuale 51% Fondo SSN;
3. assistenza ospedaliera 44% Fondo SSN.[1]

### Assistenza distrettuale
Comprende i servizi sanitari e sociosanitari, assistenza farmaceutica, specialistica e diagnostica ambulatoriale, fornitura di protesi ai disabili, servizi domiciliari agli anziani e ai malati gravi: consultori familiari, SerT, servizi per la salute mentale, servizi per la riabilitazione dei disabili; strutture semiresidenziali e residenziali: residenze per anziani e disabili, centri diurni, case famiglia e comunità terapeutiche.

### Assistenza ospedaliera
Comprende i servizi di pronto soccorso, ricovero ordinario, day hospital (esami medici in un giorno) e day surgery (operazioni chirurgiche in un giorno), la lungodegenza e la riabilitazione.

### Prevenzione collettiva e sanità pubblica
La "prevenzione collettiva e sanità pubblica" sostituisce l'"assistenza sanitaria collettiva in ambiente di vita e lavoro" precedentemente definita dal DPCM del 2001. Comprende l'insieme delle attività e delle prestazioni svolte per la promozione della salute della popolazione.
Si articola su sette livelli di intervento volti a perseguire specifici obiettivi di salute:
- profilassi delle malattie infettive e parassitarie
- tutela della collettività da rischi sanitari connessi agli effetti sanitari degli inquinanti ambientali
- tutela della collettività e del singolo dai rischi infortunistici connessi agli ambienti di lavoro
- sanità pubblica veterinaria (sorveglianza epidemiologica delle popolazioni animali, farmacovigilanza veterinaria, vigilanza dei mangimi, ecc.)
- tutela igienico-sanitaria degli alimenti
- sorveglianza e prevenzione delle malattie croniche, inclusi promozioni di stili di vita sani e programmi di screening
- attività medico-legali per finalità pubbliche[1]

## Strumenti giuridici
Problemi di bilancio e di copertura finanziaria possono ostacolare o impedire la garanzia dei livelli essenziali di assistenza e di prestazione. Questi servizi impattano sull'insieme di diritti soggettivi della persona (salute, istruzione, giustizia) che secondo la Costituzione devono in ogni caso essere garantiti in modo universale a tutti i cittadini. La loro garanzia universale è questione anche di pubblica utilità, fine che giustifica un intervento di un soggetto pubblico. Un istituto giuridico al riguardo è la requisizione temporanea a soggetti privati di beni mobili e immobili strumentali all'esercizio di questi diritti.
Secondo una consolidata giurisprudenza della Corte Costituzionale, in assenza di dati chiari e analitici, le regioni non hanno facoltà di rifiutare l'erogazione delle prestazioni sanitarie in genere in virtù di una paventata inadeguatezza delle risorse stanziate nel relativo capitolo di spesa.

## Differenze regionali
Secondo i dati della Fondazione GIMBE, nel 2020, delle 11 regioni adempienti per i LEA, l'unica regione meridionale era la Puglia. Nel 2021, le uniche regioni meridionali adempienti sono state l'Abruzzo, la Puglia e la Basilicata (su un totale di 14). Sia nel 2020 sia nel 2021 le regioni meridionali occupavano le ultime posizioni della classifica.
Nel 2020, il 94% di coloro che dal Sud andavano al Nord per curarsi, si sono diretti in Emilia-Romagna, Lombardia e Veneto.